# 登記原因証明情報
登記原因証明情報（とうきげんいんしょうめいじょうほう）とは、日本における不動産登記を申請する際の添付情報の1つである。不動産登記のうち、権利に関する登記を申請又は嘱託する場合に、原則として登記申請情報又は登記嘱託情報と併せて提供しなければならない（不動産登記法61条・16条2項）。

## 略語ついて
説明の便宜上、次の通り略語を用いる。
- 法 - 不動産登記法（平成16年6月18日法律第123号）
- 令 - 不動産登記令（平成16年12月1日政令第379号）
- 規則 - 不動産登記規則（平成17年2月18日法務省令第18号）

## 添付

### 添付の趣旨
不動産登記の趣旨の一つに不動産に関する権利を公示することがある（法1条）。登記によって公示されている権利に変動があった場合、変動を公示するためには原則として登記を申請又は嘱託しなければならない（法60条・116条など）。当該権利の変動を証明するために登記申請情報に添付するのが登記原因証明情報である。
この情報を添付することにより、形式的審査権しか有しない登記官が、登記の申請又は嘱託が却下事由である法25条8号及び9号に該当しないかどうかを判断することができる。
なお、民法176条は、物権の設定及び移転は当事者の意思表示のみにより効力を生じると規定しており、不動産登記法の情報（書面）を提供すべき規定は、民法176条に抵触するとの批判がある。しかし、不動産登記法にいう情報とは後述のとおり、法律行為などがあったために権利の変動が生じたという客観的な事項を内容とするのであって、「契約書」のような主観的なものである必要は必ずしもないことから、民法176条には抵触しないとされる（登記インターネット70-88頁参照）。

### 添付不要の場合
以下の登記を申請する場合、登記原因証明情報の添付は不要である。
- 所有権保存登記を申請する場合で、敷地権付き区分建物について法74条2項に基づき申請するとき以外の場合（令7条3項1号）
- 処分禁止の登記に遅れる登記の抹消を申請するときで一定の場合（同令7条3項2号ないし4号）
- 混同を原因として抵当権などの抹消登記を申請する場合で、混同によって抵当権などが消滅したことが登記記録上明らかな場合（登記研究690-221頁）。
- 法律によって権利承継が生じた場合（平成13年3月8日民二664号依命通知、一発即答58頁）

法律によって権利承継が生じた場合とは、例えば年金福祉事業団から年金資金運用基金への権利承継（年金福祉事業団の解散及び業務の承継等に関する法律1条1項）に伴う抵当権移転登記を申請する場合である。

### 内容
登記原因とは、登記の原因となる事実又は法律行為のことである（法5条2項かっこ書）。
法律行為の典型例は契約である。この場合、契約に基づいて権利は変動する（民法555条・176条など）のであるから、契約があったこととそれにより権利が変動したことを登記原因証明情報に記載しなければならない。
一方、事実の典型例は人の死亡である。この場合、法律行為によらずに権利が変動する（民法882条・896条など）ので、その事実が登記原因証明情報に記載されていればよい。

### 記載事項

#### 共同申請時の原則
登記原因証明情報に記載すべき事項を直接に定めた条文は存在しない。しかし、既述のとおり登記は原則として申請に基づいてされ、申請情報の内容は登記原因証明情報の内容と一致していなければならないことから、以下の事項を記載しなければならないとされている。
- 登記の目的（令3条5号参照）、登記の原因及びその日付（同令3条6号参照）、当事者の氏名又は名称及び住所（令3条1号参照）、不動産の表示（令3条7号及び8号参照）、登記の原因となる事実又は法律行為、作成年月日（規則34条1項7号参照）、当事者の署名又は記名及び押印（令16条1項参照）

当事者は必ずしも申請人とは限らない。代位申請や確定判決による登記、保存行為が認められている場合が典型例である。
当事者の契約等による証書の場合、記載事項は上記の事項でよい。そのようなものが存在しない場合、旧不動産登記法40条では申請書副本の提出を認めていたが、新不動産登記法下ではあくまで登記原因証明情報の提供が必要である。これが報告形式の登記原因証明情報と呼ばれるもので、上記に加え以下の事項を記載しなければならない（法務局、売買の申請書の書式、別紙2参照）
- 管轄登記所の表示（規則34条1項8号参照）、登記原因の自認

報告形式の登記原因証明情報は登記所に提出するために存在するのであるから、上記の事項を記載しなければならないとされている。

#### 共同申請時の例外
借地借家法に基づく地上権又は賃借権の設定登記で一定の場合などのときには、条文で登記原因証明情報が特定されている。これは、契約自体を公正証書などでしなければならないからである。その場合とは、以下のとおりである。
- b:借地借家法第22条の特約がある定期借地権の設定の場合、公正証書等の書面を含む（令別表33項添付情報イ、令別表38項添付情報イ）
- 同法23条1項又は2項の事業用借地権の設定の場合、公正証書の謄本（同令別表33項添付情報ロ、同令別表38項添付情報ロ）
- 同法38条1項の特約がある定期建物賃借権の設定の場合、公正証書等の書面（同令別表38項添付情報ハ）
- 同法39条の特約がある取壊し予定の建物の賃借権の設定の場合、取り壊すべき事由を記載した書面を含む（令別表38項添付情報ニ）
- 高齢者の居住の安定確保に関する法律56条の特約がある終身建物賃借権の設定の場合、公正証書等の書面（令別表38項添付情報ホ）

#### 単独申請の場合
共同申請の場合は登記上不利益を被る登記義務者が登記申請に参加することにより申請の真実性を担保できるが、単独申請の場合は二当事者の対立構造がないので、官公署が作成した強力な証明書を要求されている。
例えば、登記名義人表示変更登記の場合は市区町村長作成の変更を証する情報（住民票の写しや戸籍謄本など）又は登記官その他の公務員が職務上作成した情報（登記事項証明書など）が該当する（令別表23項添付情報）。また、確定判決等による場合（法63条1項）には確定判決の判決書正本又は確定判決と同一の効力を有するもの（和解調書や認諾調書など）の正本（令7条1項5号ロ(1)）が、仮登記を命ずる処分に基づく仮登記（法107条1項・108条）の場合には仮登記を命ずる処分の決定書の正本（令7条1項5号ロ(2)）が該当する。と
その他、相続や合併を原因とする所有権移転登記の場合については所有権移転登記#登記原因証明情報に関する論点を、抵当権等の抹消登記を単独で申請する場合については抹消登記#単独申請でできる場合を参照。

## 作成権者
登記原因証明情報は報告形式のものや契約書等のもの双方とも原則作成権者は登記申請人であるが、判決正本などは裁判所が作成権者となる。
なお、これらは登記申請のために法務局に提出する書類等にあたるためこれらを依頼を受け作成することを業とできるのは司法書士・弁護士に限られる。

## 非オンライン庁の特則
不動産登記法附則6条1項の指定を受けていない非オンライン庁においては、旧不動産登記法の登記済証の制度の適用がある（不動産登記法附則6条3項、不動産登記規則附則15条3項・6項）。
非オンライン庁において登記済証の交付を希望する場合（不動産登記法21条、同法附則6条3項）、登記原因を証する書面であって不動産所在事項・登記の目的及び登記原因その他申請に係る登記を特定できる事項を記載したもの又は申請書と同一の内容を記載した書面（旧不動産登記法40条の申請書副本とほぼ同一の書面）を提出しなければならない（不動産登記規則附則15条2項）。
例えば契約書を登記済証としたい場合、登記原因証明情報には報告形式のものを使用し、登記済証となる不動産登記規則附則15条2項前段の書面に契約書を使用すればよい（一発即答146頁）。報告形式のものを2通用意し、一方を登記原因証明情報に、もう一方を登記済証となる同規則附則15条2項前段の書面とすることもできる（日司連Q&A、4-Q4）。
一方、登記原因証明情報が不動産登記規則附則15条2項前段の規定に合わない場合には、申請書の写しが同規則附則15条2項後段の書面として登記済証となる。例えば、登記名義人表示変更登記の際に登記原因証明情報となる住民票の写しや戸籍謄本には不動産の所在事項が記載されておらず（日司連Q&A、4-Q3コメント）、遺言書は登記原因の日付たる死亡の年月日が記載されていないので（一発即答146頁）、それぞれ不動産登記規則附則15条2項前段の条件を満たさない。
不動産登記規則附則15条2項の書面を提供した場合、登記申請書の添付書面欄に記載すべきであるとされている（一発即答146頁）。具体的には、「申請書の写し」や「売買契約書」などであるが、「規則附則15条2項書面」でもよい（一発即答18頁）。
なお、不動産登記規則附則15条2項の書面を提出しない場合には、登記済証の交付はされない（一発即答146頁）。ただし、専門家の代理申請によらない、いわゆる本人申請の場合は申請人に確認をするべきであるとされている（一発即答146頁）。